# Lutz Jenke
Lutz Jenke (* 25. Mai 1967 in Großenhain) ist ein ehemaliger deutscher Badmintonspieler.

## Karriere
Lutz Jenke begann seine Karriere bei der Turbine Großenhain im damaligen Bezirk Dresden. Für diesen sächsischen Verein erkämpfte er 1981 auch seine erste Medaille bei DDR-Meisterschaften im Nachwuchsbereich. Vier weitere Medaillen folgten in den Nachwuchsaltersklassen. Mit dem Wechsel in die DDR-Oberliga zu HSG Lok HfV Dresden ebnete sich ihm auch der Weg zu Erfolgen bei den Erwachsenen. In den letzten beiden Jahren der Existenz der DDR gewann er jeweils die Silbermedaille bei den DDR-Mannschaftsmeisterschaften. Nach der Auflösung des Dresdner Teams wechselte er zurück in seine Geburtsstadt zum dortigen Verein. Von 1998 bis 2002 spielte er noch einmal höherklassig beim brandenburgischen Nachbarverein BV Tröbitz, um danach wieder in Großenhain aktiv zu werden. In der Spielserie 2008/2009 qualifizierte er sich mit der ersten Mannschaft der SG Gittersee für die Folgesaison in der Regionalliga Südost.
Lutz Jenke arbeitet heute in der Wacker Chemie AG und betreibt einen Racketservice für Badminton, Tennis und Squash.

## Sportliche Erfolge
| Platz | Veranstaltung                    | Saison    | Disziplin    | Name |
| ----- | -------------------------------- | --------- | ------------ | --- |
| 3     | DDR-Einzelmeisterschaft AK 12/13 | 1980/1981 | Herreneinzel | Lutz Jenke (Turbine Großenhain) |
| 2     | DDR-Einzelmeisterschaft AK 14/15 | 1982/1983 | Herreneinzel | Lutz Jenke (Turbine Großenhain) |
| 3     | DDR-Einzelmeisterschaft AK 16/17 | 1983/1984 | Herreneinzel | Lutz Jenke (Turbine Großenhain) |
| 3     | DDR-Einzelmeisterschaft AK 16/17 | 1984/1985 | Herreneinzel | Lutz Jenke (Turbine Großenhain) |
| 3     | DDR-Einzelmeisterschaft AK 16/17 | 1984/1985 | Herrendoppel | Olaf Bahn / Lutz Jenke (EBT Berlin / Turbine Großenhain)                                                                                |
| 2     | DDR-Mannschaftsmeisterschaft     | 1988/1989 | Mannschaft   | HSG Lok HfV Dresden (Andreas Benz, Joachim Völker, Michael Huber, Steffen Körbitz, Lutz Jenke, Monika Cassens, Birgit Harder)           |
| 2     | DDR-Mannschaftsmeisterschaft     | 1989/1990 | Mannschaft   | HSG Lok HfV Dresden (Lutz Jenke, Joachim Völker, Dirk Otto, Monika Cassens, Steffen Körbitz, Birgit Mengs, Michael Huber, Andreas Benz) |